# イル・アエロ
イル・アエロ は、ロシアのイルクーツクに本拠地を置く、2012年9月の設立されたロシアの航空会社である。ロシア国内が主な運航先ではあるが、中国、カザフスタン、モンゴル、そしてウズベキスタンへの国際線や貨物便なども運航している。現在、他のすべてのロシアの航空会社とともに、EU空域への飛行が禁止されている。

## 歴史

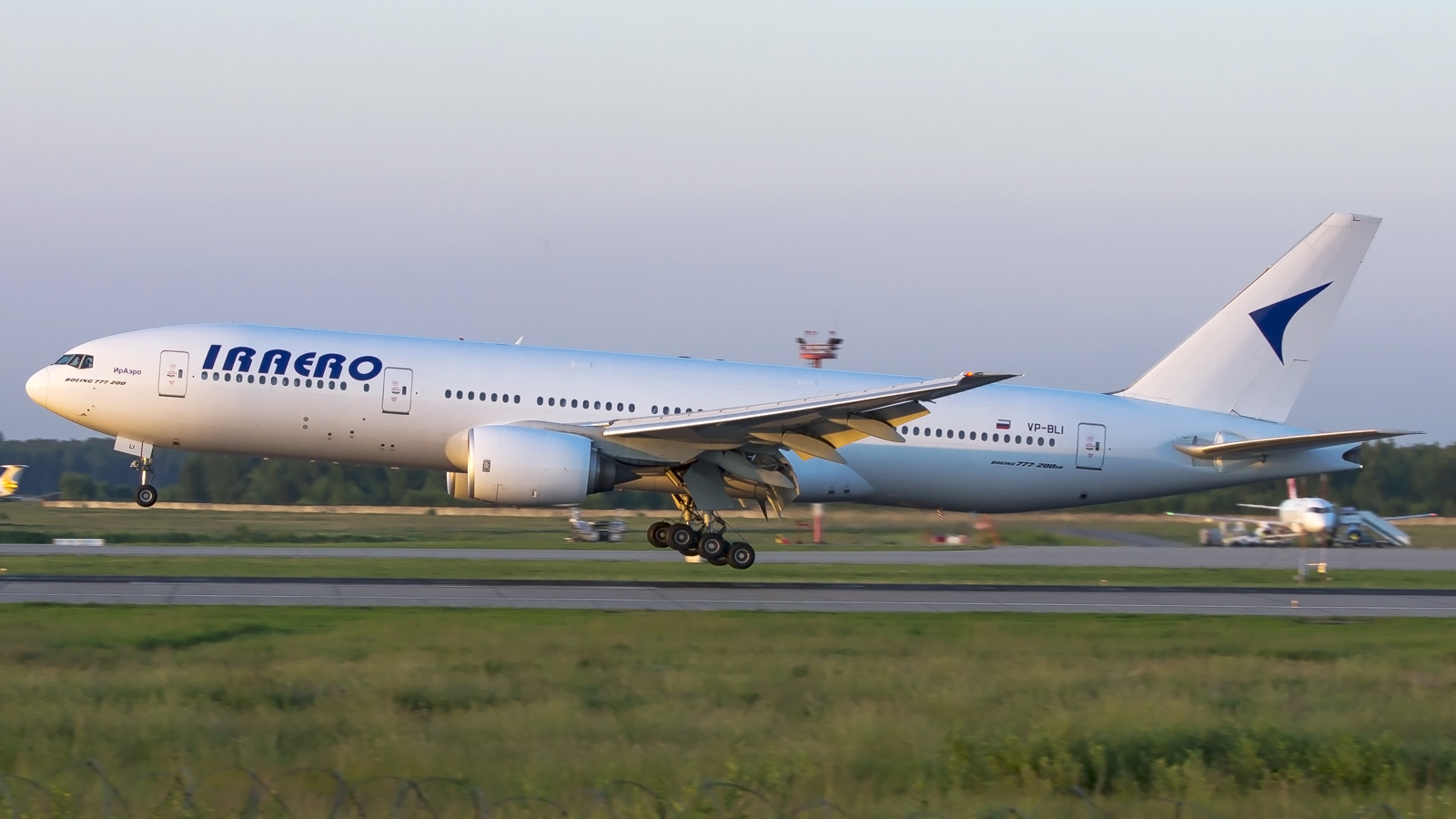
イル・アエロの[B777-200（ドモジェドヴォ空港）

1999年に、ロシアのイルクーツクで創業。

## 就航先
ロシアのハブ空港から、イルクーツク、ヤクーツク、マガダン、モスクワなど、さまざまな目的地に就航しています。また、トルコ、アゼルバイジャン、中国、モンゴル、ベトナムなど、多くの国への国際線も運航している。

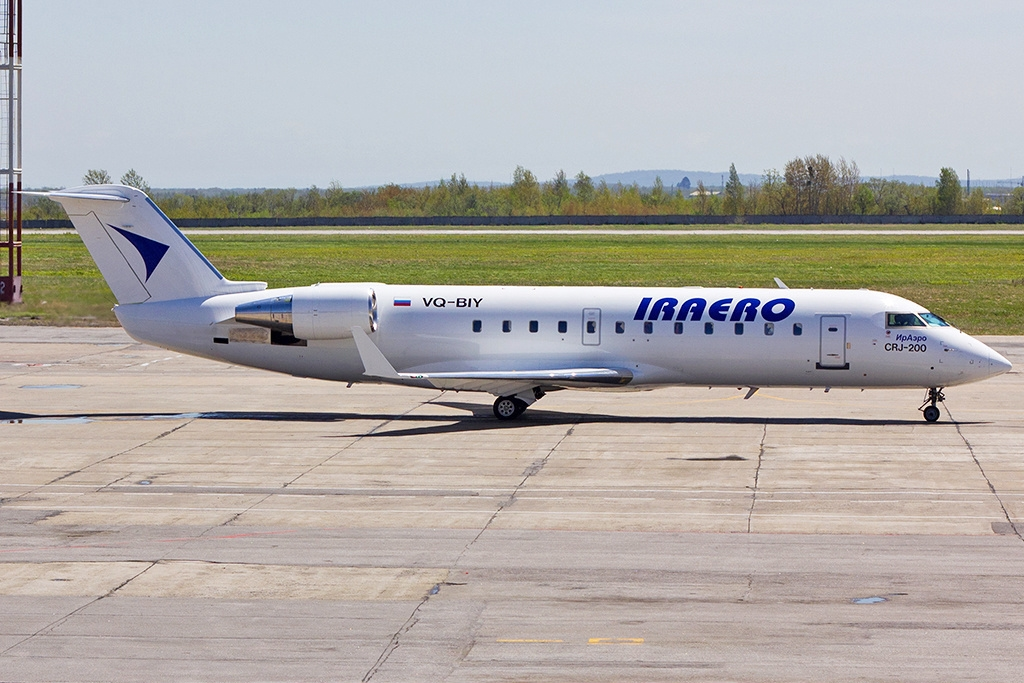
イル・アエロのCRJ-200（ VQ-BIY (cn 7546)）

## 機材
| 機種                          | 保有数 | 発注数 | 座席数 | 座席数 | 座席数 | 備考               |
| 機種                          | 保有数 | 発注数 | C      | Y      | 計     | 備考               |
| ----------------------------- | ------ | ------ | ------ | ------ | ------ | ------------------ |
| エアバスA319-100              | 1      | -      |        |        |        |                    |
| アントノフ An-24              | 17     | -      | -      | 48     | 48     |                    |
| アントノフ An-26              | 17     | -      | -      | 48     | 48     |                    |
| ボンバルディア CRJ200LR       | 1      | -      | -      | 50     | 50     |                    |
| イルクート MS-21-300          | -      | 10     | 不明   | 不明   | 不明   | ローンチカスタマー |
| スホーイ・スーパージェット100 | 9      | -      | 12     | 81     | 93     |                    |
| 計                            | 31     | 10     |        |        |        |                    |

### 過去の使用機材
イル・アエロがかつて使用していた機材は下記の通りである (2025年3月現在)。
- アントノフ An-140
- B737-800
- B777-200ER-かつてのVIM航空の機材

## 事故
2011年8月8日、アントノフAn-24が、イグナティエヴォ空港の滑走路をオーバーランした。乗務員5名と乗員31名のうち、乗客9名と乗員3名が負傷したが、死者はいなかった。